# Henri Macé de Gastines
Pour les articles homonymes, voir Gastines (homonymie) et Macé.
Henri Macé de Gastines est une personnalité politique française, né le 6 juillet 1929 à Olivet (Loiret) et mort le 11 novembre 2011 à Ivry-sur-Seine (Val-de-Marne). Il est successivement membre de l'Union pour la défense de la République (UDR) puis du Rassemblement pour la République (RPR).

## Biographie

### Famille
Fils de Geoffroy de Gastines et de Clothilde de Montaudoüin, Henri René Marie Édouard Macé de Gastines (1929-2011) est issu de la famille Macé de Gastines, originaire de Touraine, anoblie par la charge de secrétaire du roi en 1578 par le roi Henri III,. Il épouse le 24 avril 1959, Colette Chavrier d'Hostes, née en 1931, ancien maire de Vimarcé, qui lui a donné 4 enfants.
La famille Macé de Gastines est subsistante au XXIe siècle. Elle est inscrite à l'ANF depuis 1944. Ses armes portent d'or au chevron d'azur accompagné en chef de 3 roses du même et en pointe d'un lion de gueules.

### Carrière
Agriculteur, il est élu député de la Deuxième circonscription de la Mayenne le 11 juillet 1968. Il est réélu à ce poste jusqu'au 18 juin 2002, date à laquelle il ne se représente pas. Marc Bernier (UMP) lui succède à l'Assemblée nationale. 
Il est signataire de l'« appel des 43 » en faveur d'une candidature de Valéry Giscard d'Estaing à l'élection présidentielle de 1974.
Il est maire de Craon de 1977 à 1989 et conseiller général du canton de Cossé-le-Vivien de 1973 à 2004. Il est secrétaire du conseil régional des Pays-de-la-Loire (1974-1986) et premier vice-président du conseil général de la Mayenne (1992-2004). 
Il meurt le 11 novembre 2011 à Ivry-sur-Seine (Val-de-Marne) à l'âge de 82 ans. Il est inhumé à Vimarcé (Mayenne).

## Distinctions
- Chevalier de la Légion d'honneur
- Chevalier de l'ordre du Mérite agricole